# Tonkin (motorfiets)
Tonkin is een merk van motorfietsen.
De Britse coureur Steve Tonkin presenteerde in 2003 een caféracer die was opgebouwd met een Matchless G 50-blok en een in eigen beheer vervaardigd frame. In 2006 was er op de website van Steve Tonkin geen sprake meer van deze motorfiets, zodat aangenomen moet worden dat dit project tot het verleden behoorde. Steve Tonkin ging zich later bezighouden met het restaureren en raceklaar maken van klassieke wegracemachines.